# 메이쇼선
메이쇼선(일본어: 名松線)은 일본 미에현 마쓰사카시의 마쓰사카역부터 쓰시의 이세오키쓰역에 이르는 도카이 여객철도의 철도 노선(지방 교통선)이다.

## 개요
구모즈 강을 끼고 선로가 이어지는 지방교통선이다. 나바리 역과 마쓰사카 역을 잇는다는 계획에서 유래하여 두 역이름의 한자 앞글자를 따 "메이쇼 선"이라고 부른다. 종점인 이세오키쓰역부터 나바리 역까지는 미에 교통이 운영하는 노선 버스가 다니고 있지만, 아침 시간대에만 1편 꼴로 운행되고 있다. 일본국유철도가 민영화될 당시 일명 "적자 83노선" 중 하나로 뽑혀 폐선 대상이었으나, 대체 도로의 상태가 좋지 않았기 때문에 이와이즈미 선과 같이 존치되었다.

## 노선 정보
도카이 여객철도 미에 지사가 관할하고 있다.
- 관할 (사업 종별) : 도카이 여객철도 (제1종 철도사업자)
- 노선 거리 (영업 거리) : 43.5km
- 궤간 : 1,067mm
- 역 수 : 15역 (기종점역 포함) - 단, 기세이 본선 소속인 마쓰사카 역을 제외하면 14개이다.
- 복선 구간 : 없음 (전 노선 단선)
- 전선화 구간 : 없음 (전 노선 비 전선화)
- 이에키 역에서만 열차끼리의 교행이 가능하다.

## 역 목록
- 전 노선 모두 미에현에 소재.

| 역 이름      | 일본어 이름 | 역간 거리 (km) | 영업 거리 (km) | 접속 노선                                            | 소재지     |
| ------------ | ----------- | -------------- | -------------- | ---------------------------------------------------- | ---------- |
| 마쓰사카     | 松阪        | -              | 0.0            | 도카이 여객철도 기세이 본선 긴키 닛폰 철도 야마다 선 | 마쓰사카시 |
| 가미노쇼     | 上ノ庄      | 4.2            | 4.2            |                                                      | 마쓰사카시 |
| 곤겐마에     | 権現前      | 2.8            | 7.0            |                                                      | 마쓰사카시 |
| 이세하타     | 伊勢八太    | 4.7            | 11.7           |                                                      | 쓰시       |
| 이치시       | 一志        | 1.3            | 13.0           | 긴키 닛폰 철도 오사카 선 가와이타카오카 역           | 쓰시       |
| 이세기       | 井関        | 2.6            | 15.6           |                                                      | 쓰시       |
| 이세오이     | 伊勢大井    | 2.9            | 18.5           |                                                      | 쓰시       |
| 이세카와구치 | 伊勢川口    | 2.8            | 21.3           |                                                      | 쓰시       |
| 세키노미야   | 関ノ宮      | 2.0            | 23.3           |                                                      | 쓰시       |
| 이에키       | 家城        | 2.5            | 25.8           |                                                      | 쓰시       |
| 이세타케하라 | 伊勢竹原    | 3.7            | 29.5           |                                                      | 쓰시       |
| 이세카마쿠라 | 伊勢鎌倉    | 4.3            | 33.8           |                                                      | 쓰시       |
| 이세야치     | 伊勢八知    | 2.8            | 36.6           |                                                      | 쓰시       |
| 히쓰         | 比津        | 3.1            | 39.7           |                                                      | 쓰시       |
| 이세오키쓰   | 伊勢奥津    | 3.8            | 43.5           |                                                      | 쓰시       |